# Laura Müller (Leichtathletin)
Laura Marie Müller (* 11. Dezember 1995 in Saarbrücken-Dudweiler, Saarland) ist eine deutsche Leichtathletin, die sich vorwiegend auf Langsprints spezialisiert hat und auch Staffel läuft.

## Berufsweg
Laura Müller besuchte in Saarbrücken das Gymnasium am Rotenbühl, eine von ca. 40 Eliteschulen des Sports in Deutschland. 2015 machte sie Abitur und begann ein Psychologiestudium.

## Sportliche Laufbahn
Im Alter von sieben Jahren kam Müller in der Grundschule mit der Leichtathletik in Kontakt. Da ihr Ballsport nicht lag und sie lieber lief und sprang, ging Müller mit ihren Freundinnen zur Leichtathletik. Anfangs versuchte sie sich in verschiedenen Disziplinen, trainierte für den Mehrkampf und war beim Hürdenlauf erfolgreich, aber keine gute Werferin. So fand Müller über den Mehrkampf ihre Stärke im Sprint heraus, zunächst über die 800 Meter. Nach gesundheitlichen Rückschlägen entschied sie sich mit 17 Jahren für die 400 Meter.
Ab 2013 konzentrierte sich Müller auf ihre Paradestrecke, wurde Deutsche U20-Vizemeisterin und schaffte die Qualifikation für die U20-Europameisterschaften in Rieti (Italien), wo sie im Einzel über 400 Meter auf den 7. Platz kam und mit der 4-mal-400-Meter-Staffel Bronze holte.
2014 wurde sie Deutsche U23-Meisterin und verbuchte einen weiteren internationalen Erfolg bei den U20-Weltmeisterschaften in Eugene (USA) mit einem 4. Platz im Einzel und einer Bronzemedaille mit der Staffel.
2015 hatte Müller zwar wegen der Abiturvorbereitungen auf eine komplette Hallensaison verzichtet, schaffte dennoch bei den Hallenmeisterschaften des Saarlands in Saarbrücken eine neue persönliche Bestleistung von 7,41 s über die 60 Meter. Im Sommer holte sie sich neben der U23-Vizemeisterschaft in ihrem ersten Aktivenjahr auch den Vizemeistertitel über die 400 Meter bei den Deutschen Meisterschaften. Das Jahr brachte neben bestandenem Abitur und Studienbeginn einen Trainer- und Vereinswechsel.
2016 begann für Müller zunächst enttäuschend. Einige Minuten konnte sie sich als Deutsche Hallenmeisterin fühlen, bis die Disqualifikation kam, weil sie auf die Linie getreten war. Im Sommer wurde sie für die 4-mal-400-Meter-Staffel bei den Europameisterschaften in Amsterdam nominiert, wo ein 5. Platz erreicht wurde. Anschließend erfolgte die Nominierung für die Olympischen Spiele in Rio de Janeiro, wo die Staffel Platz neun erreichte und somit den Einzug ins Finale verpasste.
2017 stieß Müller beim Probestart vor ihrem 400-Meter-Vorlauf bei den Deutschen Hallenmeisterschaften mit einem Kameramann zusammen, bestritt das Rennen dennoch, war Zweitschnellste, musste aber wegen Schmerzen im Bereich der Halswirbel auf das Finale verzichten und die Hallensaison vorzeitig für beendet erklären. Auf der 200-Meter-Distanz holte sie sich bei den Deutschen Juniorenmeisterschaften den Titel. Im nordfranzösischen Lille wurde Müller Team-Europameisterin, beim 400-Meter-Lauf und mit der 4-mal-400-Meter-Staffel belegte sie jeweils den 3. Platz. Bei den Deutschen Meisterschaften gewann sie den Titel im 200-Meter-Lauf. Bei den U23-Europameisterschaften in Bydgoszcz belegte Müller über 400 Meter in 52,42 s den zweiten Platz, auch in der 4-mal-400-Meter-Staffel holte sie gemeinsam mit Hendrikje Richter, Nelly Schmidt und Hannah Mergenthaler in 3:30,18 min Silber.
Müller gehört zum Olympiakader des Deutschen Leichtathletik-Verbandes (DLV) und war zuvor in B-Kader des DLV.

## Vereinszugehörigkeiten
Seit 1. Januar 2021 startet Müller für den SV Saar 05 Saarbrücken. Zuvor war sie seit 2016 beim LC Rehlingen, und davor bei der LSG Saarbrücken-Sulzbachtal.

## Bestleistungen
(Stand: 10. Juni 2019)

Halle
- 60 m: 7,38 s (Dortmund, 27. Januar 2019)
- 200 m: 23,78 s (Frankfurt am Main, 6. Februar 2019)
- 300 m: 37,19 s (Metz, 10. Februar 2019)
- 400 m: 53,12 s (Metz 13. Februar 2016)

Freiluft
- 100 m: 11,15 s (+0,2 m/s) (Rehlingen, 9. Juni 2019)
- 200 m: 22,65 s (−0,8 m/s) (Erfurt, 9. Juli 2017)
- 300 m: 37,55 s (Pliezhausen, 17. Mai 2015)
- 400 m: 51,69 s (Mannheim, 29. Juli 2016)
- 4 × 400 m: 3:26,02 min (Rio de Janeiro, 19. August 2016)

## Erfolge
national
- 2011: 9. Platz Deutsche U18-Meisterschaften (800 m)
- 2012: 7. Platz Deutsche U18-Meisterschaften (100 und 200 m)
- 2012: 10. Platz Deutsche U18-Meisterschaften (800 m)
- 2012: Deutsche U20-Meisterin (3 × 800 m)
- 2013: Deutsche U20-Vizemeisterin (400 m)
- 2014: Deutsche U23-Meisterin (400 m)
- 2015: Deutsche U23-Vizemeisterin (400 m)
- 2015: Deutsche Vizemeisterin (400 m)
- 2016: 3. Platz Deutsche Meisterschaften (400 m)
- 2017: Deutsche U23-Meisterin (200 m)
- 2017: Deutsche Meisterin (200 m)
- 2018: Deutsche Vizemeisterin (200 m)
- 2019: 3. Platz Deutsche Hallenmeisterschaften (400 m)
- 2020: Deutsche Vizemeisterin (200 m)

international
- 2013: 7. Platz U20-Europameisterschaften (400 m)
- 2013: 3. Platz U20-Europameisterschaften (4 × 400 m)
- 2014: 4. Platz U20-Weltmeisterschaften (400 m)
- 2014: 3. Platz U20-Weltmeisterschaften (4 × 400 m)
- 2015: 6. Platz U23-Europameisterschaften (400 m)
- 2015: 4. Platz U23-Europameisterschaften (4 × 400 m)
- 2016: 5. Platz Europameisterschaften (4 × 400 m)
- 2017: Team-Europameisterin
- 2017: 3. Platz Team-Europameisterschaft (400 m und 4 × 400 m)
- 2017: U23-Vizeeuropameisterin (400 m und 4 × 400 m)